# Produit croisé
Ne doit pas être confondu avec Produit en croix.
En mathématiques, un produit croisé est une algèbre de von Neumann construite à partir de l'action d'un groupe sur une algèbre de von Neumann. Cette construction de base est reliée à celle du produit semi-direct, groupe résultant de l'action d'un groupe sur un autre.